# Uppsala stadsarkiv
Uppsala stadsarkiv är ett kommunalt arkiv med lokaler på S:t Olofsgatan 15, i samma byggnad som Uppsala stadsbibliotek och Folkrörelsearkivet för Uppsala län, och huvudman är Uppsala kommun.

## Arkivet
Stadsarkivet har originalhandlingar från all kommunal verksamhet från 1850-talet, och arkiverar löpande nya handlingar med en fördröjning av 5-10 år. I samlingarna ingår originalhandlingar från de tidigare kommuner som i samband med kommunreformen 1971 bildade den nuvarande kommunen. Stadsarkivet har även andra enskilda arkiv med anknytning till Uppsala, exempelvis olika idrottsföreningar.

### Fyriskällan
I samband med en större ombyggnation av stadsarkivets lokaler integrerades bibliotekets Uppsala- och Upplandssamling med stadsarkivet och folkrörelsearkivets respektive samlingar och referensbibliotek under det gemensamma namnet Fyriskällan, som invigdes den 17 oktober 2015.